# Panetolikós FC
Maillots
Actualités
Le Panetolikós Gymnastikós Filekpedeftikós Sýllogos (en grec moderne : Παναιτωλικός Γυμναστικός Φιλεκπαιδευτικός Σύλλογος), plus couramment abrégé en Panetolikós, est un club grec de football fondé en 1926 et basé dans la ville d'Agrínio, dans la région d’Étolie-Acarnanie.
Il est considéré comme l'un des clubs historiques en Grèce, bien qu'ayant le plus souvent joué en deuxième division.
Strátos Apostolákis, ancien recordman des sélections en équipe nationale et Petros Michos (en) sont deux des joueurs les plus connus ayant démarré leur carrière au sein du Panetolikos.

## Historique
- 1926 : Fondation du club.

## Palmarès
| Compétitions nationales |
| --- |
| - Championnat de Grèce D2 (2) : - Champion : 1974-75 et 2010-11. - Championnat de Grèce D3 (3) : - Champion : 1984-85, 1991-92 et 1995-96. - Championnat de Grèce D4 (1) : - Champion : 1988-89. |

## Personnalités du club

### Présidents
- Gerasimos Belevonis

### Entraîneurs
| - Vasiliadis (1954 - 1955) - Karpodinis (1962 - 1964) - Lukas Aurednik (1965 - 1967) - Karpodinis (1967 - 1969) - Chrysochoou (1969 - 1970) - Bairaktaris (1970 - 1972) - Pytichoutis (1972 - 1973) - Chasiotis (1973 - 1975) - Stjepan Bobek (1975 - 1976) - Theofanis (1976 - 1977) - Kostas Karapatis (1992 - 1993) - Petros Michos (1994 - 1997) - Níkos Anastópoulos (1997 - 1998) - Petros Ravousis (1998) - Paris Meidanis (1998) - Zoran Babović (1998 - 1999) - Petros Michos (1999) | - Giannis Dalakouras (1999 - 2000) - Níkos Anastópoulos (2000 - 2001) - Vasilis Antoniadis (2001 - 2002) - Giannis Dalakouras (2002 - 2003) - Konstantinos Koutsogiannos (2003 - 2004) - Panikos Georgiou (2001) - Dragan Simeunović (2004) - Vasilis Xanthopoulos (2004 - 2005) - Stathis Stathopoulos (2005 - 2006) - Lysandros Georgamlis (2006 - 2007) - Vasilis Dalaperas (2007) - Myron Sifakis (2007 - 2008) - Christos Vasiliou (2008) - Vasilis Dalaperas (2008) - Spyros Maragos (2008) - Vasilis Xanthopoulos (2008) - Nikos Kehagias (2008 - 2009) | - Vasilis Dalaperas (2009) - Siniša Gogić (2009 - 2010) - Giannis Dalakouras (2010 - 2011) - Babis Tennes (2011 - 2012) - Takis Lemonis (2012) - Giannis Dalakouras (2012) - Nikos Karageorgiou (2012 - 2013) - Makis Chavos (2013 - 2015) - Leonel Pontes (2015) - Giannis Matzourakis (2015 - 2017) - Makis Chavos (2017 - 2018) - Traïanós Déllas (2018 - 2019) - Luís Castro (2019) - Makis Chavos (2019 - 2020) - Luciano (2020) - Traianos Dellas (2020 - 2021) - Ioannis Anastasiou (2021 - 2023) - Gabriel Schürrer (2023) - Giannis Petrakis (depuis 2023) |

### Joueurs

#### Anciens joueurs
- Habib Bamogo
- Kanga Akalé
- Raïs M'Bolhi
- Strátos Apostolákis
- Fílippos Dárlas
- Christos Dimopoulos (en)
- Petros Michos (en)
- Geórgios Papadópoulos
- George Gebro (en)
- Angelos Charisteas

#### Équipe actuelle (2022-2023)
| N° | Nat.                   | Poste | Nom du joueur            |
| -- | ---------------------- | ----- | ------------------------ |
| 1  | Drapeau de la Grèce    | G     | Yiánnis Anéstis          |
| 31 | Drapeau de la Grèce    | G     | Vangelis Kontogiannis    |
| 32 | Drapeau de la Grèce    | G     | Antónis Stergiákis       |
| 2  | Drapeau de la Grèce    | D     | Konstantinos Apostolakis |
| 3  | Drapeau de la Grèce    | D     | Diamantís Chouchoúmis    |
| 5  | Drapeau de la Roumanie | D     | Sebastian Mladen         |
| 6  | Drapeau de la Grèce    | D     | Michalis Bakakis         |
| 12 | Drapeau de la Grèce    | D     | Ilias Chatzitheodoridis  |
| 13 | Drapeau du Canada      | D     | Derek Cornelius          |
| 16 | Drapeau de la Suède    | D     | Jacob Une Larsson        |
| 47 | Drapeau de la Grèce    | D     | Alexandros Malis         |
| 54 | Drapeau de la Grèce    | D     | Yórgos Liávas            |
| 8  | Drapeau de l'Italie    | M     | Ivan Varone              |

| No. | Nat.                        | Position | Nom du joueur      |
| --- | --------------------------- | -------- | ------------------ |
| 17  | Drapeau de l'Argentine      | M        | Johan Mårtensson   |
| 20  | Drapeau du Honduras         | M        | Deiby Flores       |
| 22  | Drapeau de la Grèce         | M        | Dimítris Kolovós   |
| 23  | Drapeau de la Grèce         | M        | Georgios Xenitidis |
| 37  | Drapeau de la Grèce         | M        | Ángelos Tsingáras  |
| 7   | Drapeau de la Grèce         | A        | Nikólaos Karélis   |
| 9   | Drapeau de la Grèce         | A        | João Pedro         |
| 10  | Drapeau de la Côte d'Ivoire | A        | Nadrey Dago        |
| 11  | Drapeau de l'Uruguay        | A        | Jorge Díaz         |
| 14  | Drapeau du Portugal         | A        | Frederico Duarte   |
| 25  | Drapeau de Sierra Leone     | A        | Jonathan Morsay    |
| 27  | Drapeau de la Géorgie       | A        | Levan Shengelia    |